# 廃棄物の処理及び清掃に関する法律
廃棄物の処理及び清掃に関する法律（はいきぶつのしょりおよびせいそうにかんするほうりつ、昭和45年12月25日法律第137号）は、廃棄物の排出抑制と処理の適正化により、生活環境の保全と公衆衛生の向上を図ることに関する法律である。廃棄物処理法、廃掃法と略される。

## 主務官庁
- 環境省環境再生・資源循環局
  - 総務課
  - 廃棄物適正処理推進課 - 一般廃棄物に関する実務
  - 廃棄物規制課 - 産業廃棄物に関する実務

2001年の中央省庁再編の際に厚生省生活衛生局（現：健康・生活衛生局）から移管され、当初は大臣官房に設けられた『廃棄物・リサイクル推進部』が担当した。
経済産業省イノベーション・環境局GXグループ、国土交通省水管理・国土保全局河川環境課、同港湾局海洋・環境課など他省庁と連携して執行にあたる。

## 歴史
1900年に伝染病の蔓延を防ぐために制定された汚物掃除法が元となっており、このときに、ごみ収集が市町村の事務として位置付けられている。当時は公安管轄の法律であり規制と罰則を中心とした内容であった。1954年に清掃法に改正された。
1960年代になると、経済の高度成長に伴って、大量消費、大量廃棄によるごみ問題が顕在化した。また、ごみ焼却場自体が公害発生源として、問題となってきた。1970年の公害国会において、清掃法を全面的に改める形で、廃棄物の処理及び清掃に関する法律が成立した。1976年には改正され、「措置命令規定の創設」、「再委託の禁止」、「処理記録の保存」、「敷地内埋立禁止」などが定められた。
1990年代には、大きく以下の3回の改正が行われた。
- 1991年改正 - 特別管理廃棄物制度の導入（特別管理産業廃棄物を対象としてマニフェスト制度を導入）、廃棄物処理施設についての規制強化（施設設置が届出制から許可制に）、廃棄物の不法投棄の罰則強化などが行われた。
- 1997年改正 - 廃棄物の再生利用に係る認定制度の創設、廃棄物処理施設の設置に係る手続の規定（生活環境影響調査の実施など）、マニフェスト制度の拡大（すべての産業廃棄物に）、不法投棄原状回復基金制度の創設などが行われた。
- 2000年改正 -「廃棄物処理基本方針」（国）および「都道府県廃棄物処理計画」（都道府県）策定制度の創設、マニフェスト制度の見直しなど排出事業者処理責任の徹底、廃棄物の野外焼却（野焼き）の禁止（直罰規定の導入）、支障の除去等の命令の強化などが行われた。

2000年代は改正が頻繁に行われ、例えば、最終処分場跡地の形質変更を行う際には、都道府県知事等への届出が義務化された。2006年には、石綿含有廃棄物に係る処理基準が定められた。

## 目的
廃棄物の排出を抑制し、及び廃棄物の適正な分別、保管、収集、運搬、再生、処分等の処理をし、並びに生活環境を清潔にすることにより、生活環境の保全及び公衆衛生の向上を図ることを目的とする（1条）。

## 内容
廃棄物の定義、国民、事業者、国、地方公共団体の責務、一般廃棄物の処理、産業廃棄物の処理等について定める。

### 廃棄物の定義
この法律において「廃棄物」とは、ごみ、粗大ごみ、燃え殻、汚泥、ふん尿、廃油、廃酸、廃アルカリ、動物の死体その他の汚物又は不要物であって、固形状又は液状のもの（放射性物質及びこれによって汚染された物を除く。）をいう（2条）。
ここで「不要物」については、「占有者が自ら、利用し、又は他人に有償で売却することができないために不要になった物」との解釈が厚生省（当時）環境衛生局環境整備課長通知により示されており、有価物は廃棄物ではないと判断される。ただし、有価物にあたるか否かは客観的に明らかでなければ認められず、性状や排出状況、通例なども含めて総合的かつ客観的に廃棄物であるかが判断される。
放射性廃棄物は、放射性同位元素等の規制に関する法律や特定放射性廃棄物の最終処分に関する法律などによって規定されるため、廃棄物処理法の対象外である。また、法では「廃棄物」を産業廃棄物と一般廃棄物に大別している。
産業廃棄物は、「事業活動に伴って生じた廃棄物のうち、燃え殻、汚泥、廃油、廃酸、廃アルカリ、廃プラスチック類その他政令で定める廃棄物」（第2条第4項第1号）および「輸入された廃棄物」（同第2号）とされ、産業廃棄物以外のものが一般廃棄物とされる。

## 産業廃棄物処理業
- 産業廃棄物収集運搬業
- 特別管理産業廃棄物収集運搬業
- 産業廃棄物処分業
- 特別管理産業廃棄物処分業

## 行政の認許可・処分に関する権限
施行令第27条によると、都道府県知事が同法で行える権限のうち、一部を除いて地方自治法に指定する政令指定都市・中核市の長が行うこととする、と定義されている。これらをまとめて「廃棄物処理法政令市」と呼ぶことがある。
現在は中核市に指定されている尼崎市、西宮市、呉市、佐世保市の4市は、一般市であった当時、施行令において個別に指定されていた。また大牟田市は2020年4月に権限を福岡県へ移管し、施行令での指定が解除された。

## 問題点
度重なる「対症療法」的改正
廃棄物の種類や発生する問題等は多様であり複雑なものとなっている。このため、ほぼ毎年のように法律の改正が行われているが、新たな問題が顕在化するスピードの方が圧倒的に早く、後手に回る。また、法律の改正が難しいケースにおいては、施行令（政令）の改正、施行規則の改正、通達等の多発により事実上の制度改正を対症療法的に行っているため、矛盾が生じている部分も多い。
許可制度の問題
廃棄物の処理（収集運搬、処分）を業とするには、一般廃棄物にあっては市町村長の、産業廃棄物にあっては都道府県知事の許可が必要。悪質な業者や能力に欠ける業者を排除し、環境保全のために廃棄物の適正な処理を確実に行う上で必要な制度であるが、リサイクルするための廃品を取り扱う際にも、許可を得る必要が生じる。
法律上の「廃棄物」の定義
廃棄物か否かの判断は、主に有償で取引できるか否かというポイントにある。このため、古紙では市場価格の変動により廃棄物扱い寸前となった時期があった。リサイクル制度の進展を図るために、廃棄物の定義の見直しが幾度も試みられてきたが、他の手法による定義付けは困難であり結論がでないようである。なお、行政（地方公共団体及び環境省、厚生労働省等）の実務においては、廃棄物でないものを「有価物」として、有償での取引か否かを基準としているが、司法においてはいわゆる水戸地裁の「木くず判決」で、廃棄物でないものを「有用物」としてリサイクル用途のものをこの中に含め、有償での取引か否かの基準には必ずしもこだわらない判断をしている。
事業系一般廃棄物の取扱における、不可避の違法行為
廃棄物処理法上、産業廃棄物を法律及び政令で定める20種類と定めて排出者の責任で処理するもの（産業廃棄物処理業の許可業者に委託することが可能）とし、それ以外を一般廃棄物としてその処理については市町村が「統括的な責任を有する」としている。また産業廃棄物の一部には業種が限定されているものもあり、事業活動から排出されるものでも20種類に当てはまらなかったり、業種が該当しなかったりすると、法律上は一般廃棄物として扱われることとなり、これらは便宜上「事業系一般廃棄物」と呼ばれている。
「事業系一般廃棄物」は、産業廃棄物のような事業者による自己処理責任は定められていないが、「廃棄物の減量その他その適正な処理の確保等に関し国及び地方公共団体の施策に協力しなければならない」と定められており（3条）、実際は市町村の技術・能力では処理できないことも多く、事業者が処理費用を支払って一般廃棄物処理業の許可業者に委託することが多い。しかし一般廃棄物において許可業者はあくまで市町村の「一般廃棄物処理計画」を補完する例外的な位置付けでなければ許可をすることができない（7条5項）。
他市町村の廃棄物受け入れは住民の反発も強いので他市町村に一般廃棄物処理業者がいても処理を頼むわけにもいかず、限られた範囲で適切な一般廃棄物処理業者を見つけられない場合は、廃棄物が行き場を失ってしまうため、やむを得ず一般廃棄物処理業の許可を持たない産業廃棄物処理業者（許可がないだけで、もちろん同種の産業廃棄物を処理しており、処理の技術や設備がある）への処理委託が、違法を承知で黙認されている状態である。のみならず自治体からの行政指導では、そうするように（違法行為を）勧められることもある。産業廃棄物と一般廃棄物と混和することも可能になったが、管理型処分場が必要なこともあり取扱者は少ない。
特に製造業においては、不要となった木製のパレットがかつて「事業系一般廃棄物」に該当していたため、その処理が問題となったが、2007年9月7日に同法の施行令が改正され、木製パレット（同時に使用する梱包用木材を含む）については、2008年4月1日より産業廃棄物として扱われることになった。
「野焼き」の扱い
廃掃法16条の2では「何人も、次に掲げる方法による場合を除き、廃棄物を焼却してはならない」と規定し、いわゆる「野焼き」を原則として禁じている。その一方で、「廃棄物処理基準に従った焼却（いわゆる清掃工場など）」「他の法令又はこれに基づく処分により行う焼却（行政の実施する病害虫駆除目的の焼却など）」に加え、「公益上若しくは社会の慣習上やむを得ない廃棄物の焼却又は周辺地域の生活環境に与える影響が軽微である廃棄物の焼却として政令で定めるもの」については廃棄物焼却禁止の「例外」とされている。
これらのうち「政令で定めるもの」として、廃掃法施行令14条において、焼却禁止の例外となる廃棄物の焼却について定めている。
同条4号をもって「農作業に付随する野焼きは容認される」という認識が広まっている。
この例外規定は、あくまでも「公益上若しくは社会の慣習上やむを得ない廃棄物の焼却又は周辺地域の生活環境に与える影響が軽微である廃棄物の焼却」を容認する目的で示された条文であり、農作業に付随する野焼きを一律に容認したわけではないことが環境省環境再生・資源循環局廃棄物適正処理推進課長発の通達（技術的助言）により指摘されている。また、同通知において「（例外条項に基づく）当該焼却行為により、健康被害も含む人の生活に密接な関係がある環境に何らかの支障が現実に生じ、又は社会通念上そのおそれがあると判断するに相当な状態が生ずる場合等においては、処理基準に適合しない焼却行為として、措置命令等の行政処分及び行政指導を行うことは可能である」とも言及されている。
このことを踏まえると「農作業に付随する野焼き」はあくまでも「やむを得ないもの」に限られており、これを逸脱するものは行政処分の対象となりうることが示されている。
実際、2021年の地方分権改革に関する提案において、農業に伴う焼却行為において近隣住民からの苦情が発生していることが複数の市から指摘されており、この通達はこれを踏まえたものである。

## 構成
- 第1章 総則（1条～5条の8）
- 第2章 一般廃棄物
  - 第1節 一般廃棄物の処理（6条～6条の3）
  - 第2節 一般廃棄物処理業（7条～7条の5）
  - 第3節 一般廃棄物処理施設（8条～9条の7）
  - 第4節 一般廃棄物の処理に係る特例（9条の8～9条の10）
  - 第5節 一般廃棄物の輸出（10条）
- 第3章 産業廃棄物
  - 第1節 産業廃棄物の処理（11条～13条）
  - 第2節 情報処理センター及び産業廃棄物適正処理推進センター
    - 第1款 情報処理センター（13条の2～13条の11）
    - 第2款 産業廃棄物適正処理推進センター（13条の12～13条の16）

  - 第3節 産業廃棄物処理業（14条～14条の3の3）
  - 第4節 特別管理産業廃棄物処理業（14条の4～14条の7）
  - 第5節 産業廃棄物処理施設（15条～15条の4）
  - 第6節 産業廃棄物の処理に係る特例（15条の4の2～15条の4の4）
  - 第7節 産業廃棄物の輸入及び輸出（15条の4の5～15条の4の7）
- 第3章の2 廃棄物処理センター（15条の5～15条の16）
- 第3章の3 廃棄物が地下にある土地の形質の変更（15条の17～15条の19）
- 第4章 雑則（16条～24条の6）
- 第5章 罰則（25条～34条）
- 附則